# Carolus Maes
Carolus Masius of Karel Maes (1559 – Gent, 21 mei 1612) was een Zuid-Nederlands bisschop. Hij was de 3de bisschop van Ieper (1607-1610) en 4de bisschop van Gent (1610-1612), beide in het graafschap Vlaanderen.

## Levensloop
Hij werd geboren uit een adellijk geslacht. Zijn vader was Jacob Maes (raadsheer in de Raad van Brabant) en zijn moeder Aleidis van Thurn und Taxis. 
Hij behaalde het licentiaat in beide rechten te Leuven
Hij volgde in 1590 zijn oom Rogier van Tassis op als deken van de Onze-Lieve-Vrouwekathedraal (Antwerpen), werd vicaris-generaal van het bisdom Antwerpen en opperaalmoezenier van de aartshertogen Albrecht en Isabella.

## Bisschop

### Bisschop van Ieper
Op 25 december 1605 werd hij tot derde bisschop van Ieper benoemd maar pas op 24 juni 1607 gewijd. Hij was toen 48 jaar. Op 6 september van datzelfde jaar nam hij bezit van zijn bisdom.
Zijn bisschopsleuze was Deo duce (God is mijn leidsman).

### Bisschop van Gent

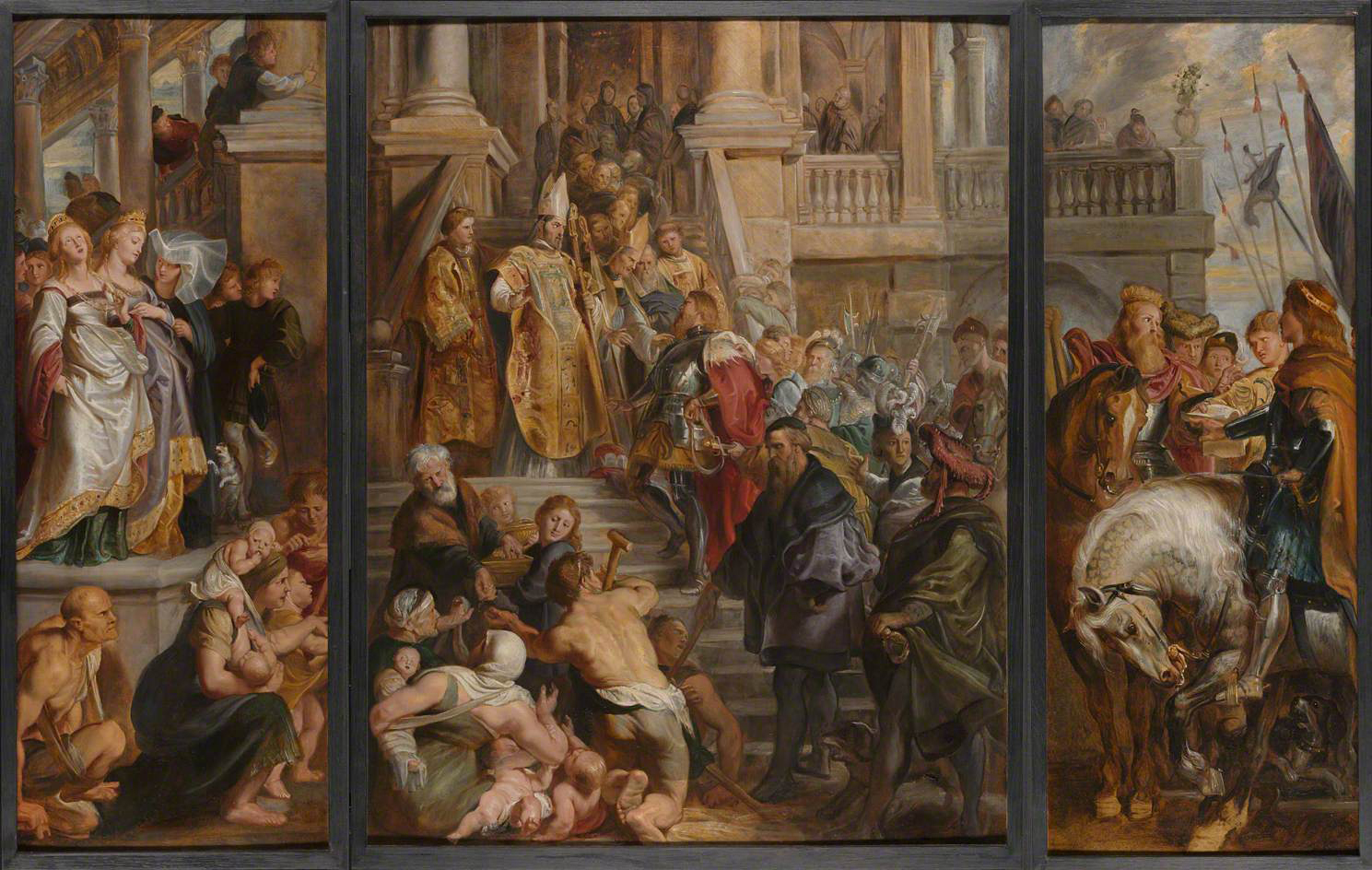
Olieverfschets (1611-12) door Rubens: Bekering van de H. Bavo, National Gallery (Londen)

Op 2 november 1610 werd hij overgeplaatst van Ieper naar Gent. 

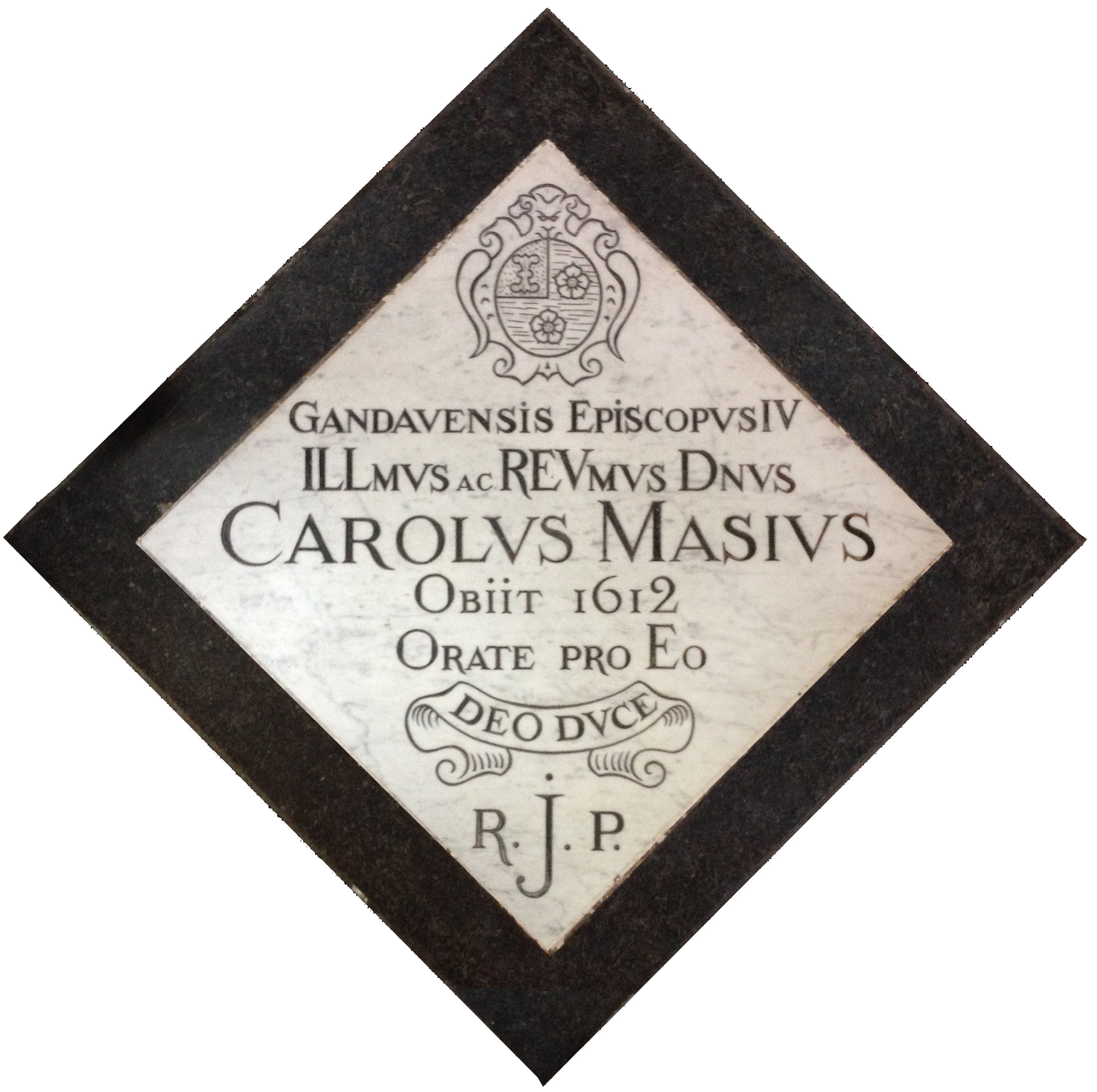
Grafplaat Carolus Masius

Op 13 mei 1611 schonk hij een Relikwie (een deel van de arm) van de heilige Macharius aan de Sint-Machariuskerk te Laarne ter groter bede van den pastoor ende inwoonders van Laarne.
In datzelfde jaar kocht hij de archiefstukken van het bisdom, die ten gevolge van de Beeldenstorm in Nederland waren terechtgekomen, terug.
Ook in 1611 gaf hij opdracht aan Pieter Paul Rubens een ontwerp te maken voor een triptiek voor het nieuwe hoofdaltaar van de Sint-Baafskathedraal met als thema de Bekering van de H. Bavo. Door het overlijden van de bisschop  werd dit ontwerp echter niet uitgevoerd, ook niet door zijn opvolgers Frans van der Burch en Jacobus Boonen. Bisschop Antoon Triest heeft het in 1623 dan uiteindelijk wel besteld, nadat Rubens reeds op 19 maart 1614 hierover een brief had geschreven aan Aartshertog Albrecht van Oostenrijk om tussenbeide te willen komen. 
Carolus Maes overleed op 21 mei 1612 op 53-jarige leeftijd en werd begraven in de crypte van de Sint-Baafskathedraal.
Nadat zijn eerste grafmonument, dat stond op de plaats waar nu het praalgraf van Mgr. Karel van den Bosch staat, in 1666 was afgebroken, werd een vereenvoudigde repliek ervan (ontworpen door Rombout Pauwels) rechts in het hoogkoor van de Sint-Baafskathedraal geplaatst.